# Восковиці-Малі
Восковиці-Малі (пол. Woskowice Małe) — село в Польщі, у гміні Намислув Намисловського повіту Опольського воєводства.
Населення — 431 особа (2011).

## Демографія
Демографічна структура станом на 31 березня 2011 року:
|          | Загалом | Допрацездатний вік | Працездатний вік | Постпрацездатний вік |
| -------- | ------- | ------------------ | ---------------- | -------------------- |
| Чоловіки | 218     | 48                 | 151              | 19                   |
| Жінки    | 213     | 38                 | 122              | 53                   |
| Разом    | 431     | 86                 | 273              | 72                   |